# 오픈DNS
오픈DNS(OpenDNS)는 피싱 보호, 선택적 콘텐츠 필터링, DNS 서버의 DNS 검색 등의 기능, 그리고 악성 소프트웨어, 봇넷, 피싱, 표적화된 온라인 공격으로부터 기업 고객을 보호하기 위해 설계된 엄브렐라(Umbrella)라는 클라우드 컴퓨팅 보안 제품군을 포함하는 도메인 네임 시스템(DNS) 결정 서비스들을 제공하는 미국의 기업이다. 오픈DNS 글로벌 네트워크는 전 세계 25개 데이터 센터를 통해 85,000,000명 사용자로부터 하루 추산 1000억 건의 DNS 쿼리를 처리한다.
2015년 8월 27일 시스코는 635,000,000 US$(현금)로 인수했다. 오픈DNS의 비즈니스 서비스들의 이름은 시스코 엄브렐라(Cisco Umbrella)로 변경되었다. 가정용 제품들은 오픈DNS라는 이름을 그대로 유지하고 있다.